# Félix Sarasa, Cholín
Félix Sarasa, conocido como Cholín (Berriosuso, Navarra, 23 de abril de 1768 – Pamplona, después de 1834) fue un guerrillero navarro de la guerra de la Independencia en la que alcanzó el grado de capitán. Fue represaliado con la restauración del absolutismo y tuvo que exiliarse. Falleció en Pamplona hacia 1834.

## Perfil biográfico
Félix Sarasa, alias Cholín, nació en Berriosuso el 23 de abril de 1768. Fueron sus padres Pedro Ángel Sarasa Muru, natural de Belzunce, ya difunto en 1790, y Martina Aldareguía San Martín, de Berriosuo. Se tiene noticia de que tuvo un hermano, Ramón.
El 4 de mayo de 1790, a los 22 años, se casó con Catalina de Sarasa Elizalde, dos años más joven que él. La novia había nacido en Artica. Era hija de Miguel de Sarasa y Graciosa de Elizalde, de la casa de Zoliarena -se pronunciaría “Txoliarena-, de la que procedería el mote de “Cholín”. Con motivo del matrimonio Catalina recibió de su hermano Ramón 210 ducados en concepto de dote familiar. A partir de la boda el matrimonio residió en Artica, la localidad de mujer, distante seis kilómetros de Pamplona y cuatro de Berriosuso. Se tiene noticia de que tuvieron al menos tres hijos, Ramón, Julián y Ramona.
En 1806 falleció su esposa y años más tarde, en plena guerra de la Independencia, contrajo nuevo matrimonio con Sebastiana Nagore, natural de Olaz-Subiza, de la cual se conoce que no sabía escribir. Este matrimonio tuvo varias hijas.
Fue un agricultor con buena hacienda, lo que le permitió una vida desahogada, tal y como precisó Francisco Espoz y Mina: “Dirigía las labores del campo, pero sus brazos materialmente se ocupaban poco de ellas, y gustaba más de otras especulaciones de ingenio”.
Al igual que sus vecinos, empleaba habitualmente el vascuence. No hablaba el castellano, si bien podía entenderlo no sin dificultad. Sobre este particular escribió Francisco Espoz y Mina: “Era el vascongado [que habla en vasco] más cerrado que había existido en Navarra”. En la guerra de la Independencia, después de desempeñar las funciones de recaudador de aduanas, justamente aprendió a firmar, aunque torpemente, tal y como reconoce su jefe, Espoz y Mina: “Sarasa y algunos otros aprendieron durante aquella guerra a pintar las letras de su nombre, y así firmaban, y Sarasa en los principios con estampilla [sello]”.
Era amigo de fiestas y bullicio, en las que participaba en numerosas poblaciones y ocasiones, tal y como explica Francisco Espoz y Mina: “No había en Navarra feria, romería o cualquier clase de fiesta (y son por cierto bien abundantes) en pueblo grande, mediano o pequeño, a que no concurriese el primero Sarasa; y en el rigor del invierno, que cesaban los motivos de estas reuniones, su más constante residencia por el día era Pamplona. Conocía y era conocido de todo el mundo”.

## Guerrillero contra Napoleón
En los primeros momentos de la ocupación napoleónica, participó en un tumulto contra militares franceses acaecido en Pamplona en el que resultó muerto uno de ellos y, en consecuencia, tuvo que huir e inmediatamente formó una de las primeras partidas guerrilleras de Navarra. 

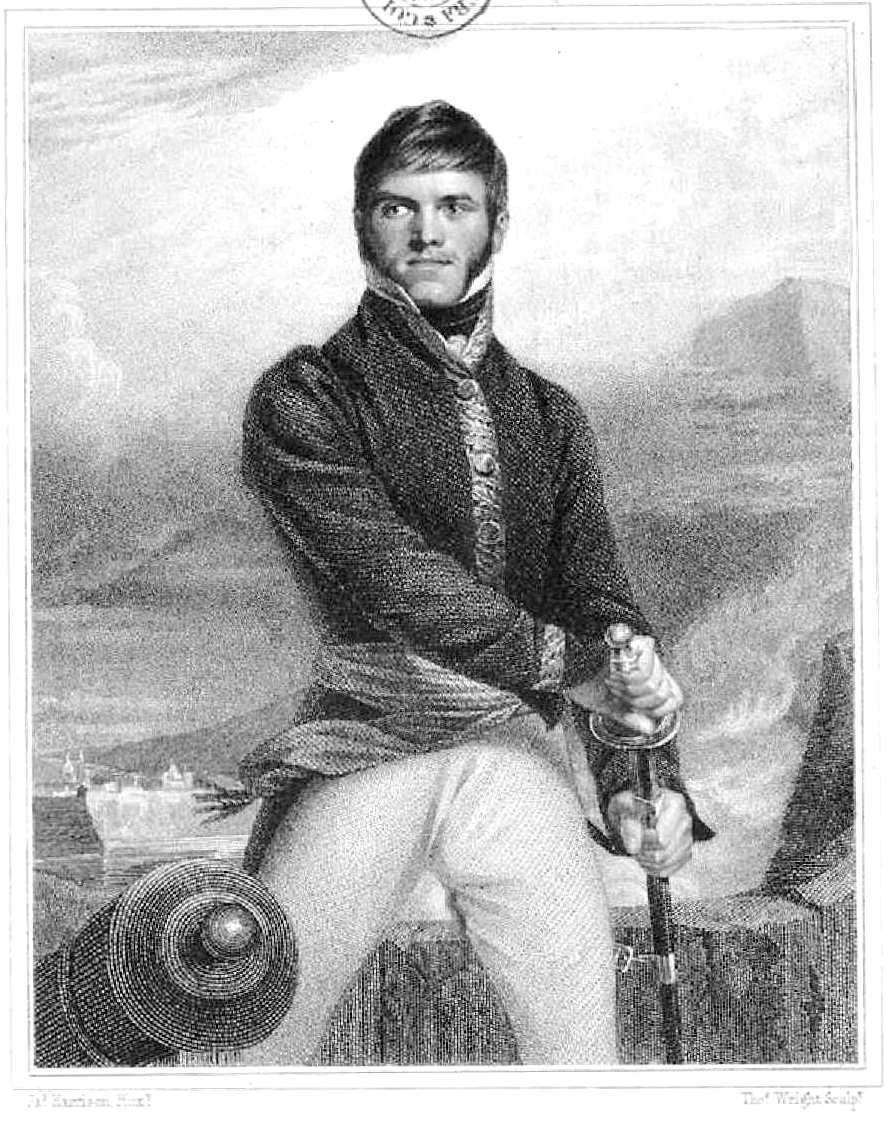
Javier Mina

Javier Mina, El Estudiante, se desplazó a Lérida en julio de 1809 para ser confirmado como jefe de la guerrilla en Navarra por los generales Blake y Areizaga y seguidamente convocó en Pamplona a Félix Sarasa, Lucas Górriz, que en la contienda sería estrecho colaborador de Sarasa,  Pablo Azcárate y Ramón Elordio para reclutarlos bajo su mando en el “Corso Terrestre de Navarra” y de esta manera acabar con las actuaciones descoordinadas y, a veces, propias de bandidos de los grupos formados en Navarra para luchar contra Napoleón.
Como consecuencia de su incorporación a la guerrilla, el 30 de septiembre de 1809, las autoridades francesas  decretaron el embargo de sus bienes inmuebles, muebles y “granos”, del que hay constancia en el minucioso inventario realizado al efecto. Tenía entonces tres hijos menores. Medio año después, el 13 de marzo de 1810, un auto judicial ordenó el levantamiento parcial del embargo por entender que la esposa e hijos no estaban involucrados las acciones del guerrillero.
Capturado Javier Mina por los franceses el 29 de marzo de 1810, Sarasa se puso a las órdenes de Francisco Espoz y Mina, tío de aquel, nombrado “Comandante General de todas las partidas y guerrillas de Navarra”. Espoz y Mina en sus “Memorias” menciona a sus jefes: “Sarasa (alias Cholín); Fidalgo, Juan de Villanueva, conocido como Juanito el de la Rochapea, su compañero Juan Ignacio Noain; Lizarraga, nombrado Tachuelas; Buruchuri, Marcalain, y muchos otros, todos conocidos por su arrojo y valor”.
Tras el descalabro que en el puerto de Arlabán sufrió un convoy francés integrado por 1600 soldados y cien carros por los guerrilleros de Espoz y Mina, el gobernador militar de Navarra, general Honoré Charles Reille, en un bando fechado el 24 de agosto de 1811 ofreció elevadas recompensas “al que mate, aprisione o haga aprisionar” a los dirigentes de la guerrilla. A la cabeza de  ellos figuraba Espoz y Mina, por el que ofreció seis mil duros, cuatro mil por Cruchaga y sendos dos mil por Sarasa, Gorriz y Ulzurrun.

### Responsable de las "aduanillas" (1810-1814)
A causa del minucioso conocimiento del terreno, de su probada honradez y de estar "muy dotado para el comercio", Espoz y Mina nombró a Sarasa responsable de las “aduanillas” -también llamadas contra-aduanas- situadas en la frontera navarra con Francia, con el rango de sargento y el mando sobre dos centenares de recaudadores. Mientras que las tropas francesas controlaban las aduanas existentes hasta la fecha y cobraban aranceles por la entrada y salida de mercancías, Espoz y Mina, por su parte, instaló “aduanillas” en las que también se recaudaban derechos, que se destinaban a las tropas españolas.

### Acciones militares (1812)
El cargo de comandante de las “aduanillas” del Pirineo no le impidió entrar en combate contra las tropas de Napoleón. Espoz y Mina da cuenta de que el 29 de agosto de 1812 Sarasa, con el apoyo de un subalterno, en una escaramuza dio muerte a un oficial e hizo prisioneros a un comandante y a otro oficial. Cuatro días después, el 2 de septiembre, según relata Espoz y Mina, “el capitán Sarasa, en unión con otro capitán, D. Matías Ilzarbe, atacó en el barranco y monte de Asondo [Atxondo], en las alturas del Bastan (Baztán), a un destacamento de cien franceses, e hizo prisioneros a cincuenta y cuatro, y el resto del destacamento quedó muerto en el campo. Dirigiéronse en seguida a Santisteban (Santesteban), y de su guarnición francesa mataron al comandante y dejaron heridos a un oficial y cuatro soldados”. También relata la acción de Berroeta, acaecida el 20 de septiembre, en la que Sarasa y el capitán Ilzarbe sorprendieron a un destacamento integrado por cincuenta soldados que se dirigía de Elizondo a Berroeta en busca de provisiones. En la refriega murieron 14 soldados y cayeron prisioneros 36, cuatro de ellos heridos, mientras que sus soldados salieron sin recibir “la menor lesión” .

## Cárcel y exilio (1816)
Sarasa terminó la contienda, a las órdenes de Espoz y Mina, con el grado de capitán. Gozaba de un patrimonio importante, como se desprende del préstamo de 500 ducados que en 1814 hizo a Miguel Francisco Nuin, residente en Eguíllor, en el valle de Ollo. El interés era del cinco por ciento, lo que le suponía una renta anual de 25 ducados.

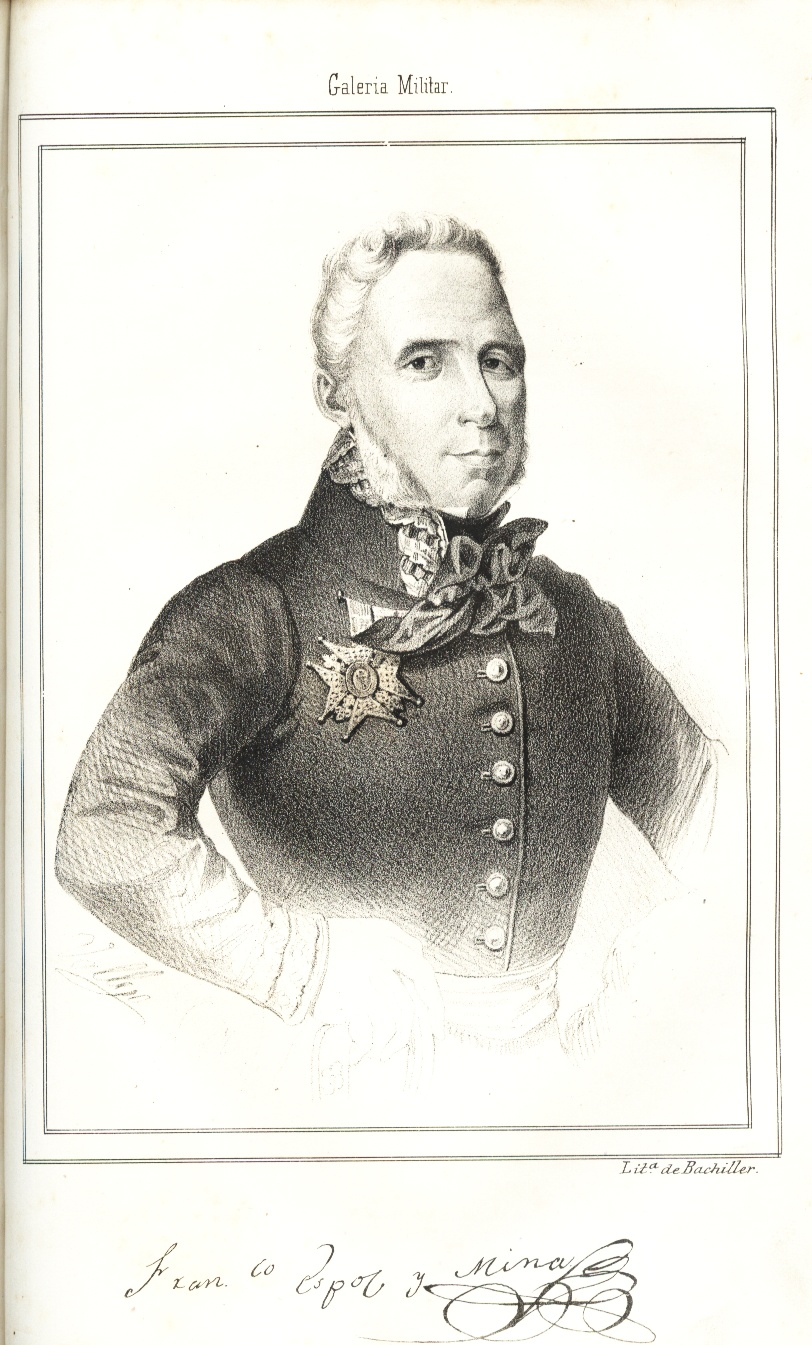
Francisco Espoz y Mina

Una vez restaurada la monarquía absoluta en la persona de Fernando VII, fracasado un golpe militar en Pamplona, Espoz y Mina, liberal significado, en octubre de 1814 tuvo que refugiarse en Francia. Desde aquí encomendó a Félix Sarasa, su “amigo íntimo” , como lo califica Iribarren, que gestionara ante el presidente de la diputación del Reino de Navarra, el obispo Arias Tejeiro, un indulto, aunque fue en vano. Su estrecha relación con Espoz y Mina le acabó conduciendo a la cárcel en torno a 1816. Recuperó la libertad en 1820, tras el golpe militar de Riego y la restauración de la Constitución de Cádiz de 1812. Durante el Trienio liberal cobró una “pensión de guerra”, que ascendía a 852  reales de vellón mensuales, en calidad de “capitán de infantería sin cuerpo con destino en esta plaza [Pamplona]”, pero cuando en 1823 se volvió a implantar el absolutismo le reclamaron judicialmente lo percibido argumentando defectos de forma en la tramitación. Sea como fuere, diez años más tarde, en 1833, este pleito todavía se encontraba “pendiente” de sentencia.
Hacia 1824 se exilió en Bayona. Entre tanto, su familia padecía en Pamplona una situación precaria a causa del embargo de los bienes paternos dispuesto, ahora, por las autoridades absolutistas. Al cabo de los años, con anterioridad a 1831, pudo regresar a su domicilio y recobrar la plaza de capitán con destino en la capital navarra y el salario correspondiente.

## El dinero extraviado (1814-1833)
Sarasa, durante la contienda contra los franceses, estableció habitualmente su cuartel general en Larrainzar, en el valle de Ulzama, concretamente en la casa de Martín de Erice, quien además dio cobijo al “capellán [de la partida guerrillera], escribientes y asistentes y otras infinitas personas por espacio de tres o cuatro años”. La confianza de Sarasa en su anfitrión fue absoluta, hasta el punto de que le entregó para su custodia importantes cantidades de dinero, con probabilidad procedentes de la recaudación de las aduanas. En una ocasión los franceses, que sospecharían de Erice, registraron su casa y se lo llevaron detenido a Pamplona, con la amenaza de fusilarlo. Al cabo de tres meses fue liberado y, cuando terminó la contienda, Sarasa le pidió la devolución de 83 609 reales que le había entregado al terminar la contienda, en 1814. Sin embargo, Erice aseguró que no tenía el dinero, arguyendo, entre otros motivos, que se lo habían arrebatado los franceses y contraatacó reclamándole 136 800 reales de vellón por suministros que le había proporcionado a lo largo de dos años y medio de guerra. Este litigio se alargó desmesuradamente -casi dos décadas- posiblemente por los avatares políticos, a causa de los cuales Sarasa fue encarcelado, tuvo que exiliarse y vio cómo sus bienes eran requisados.

## Últimos años (1834-1835)

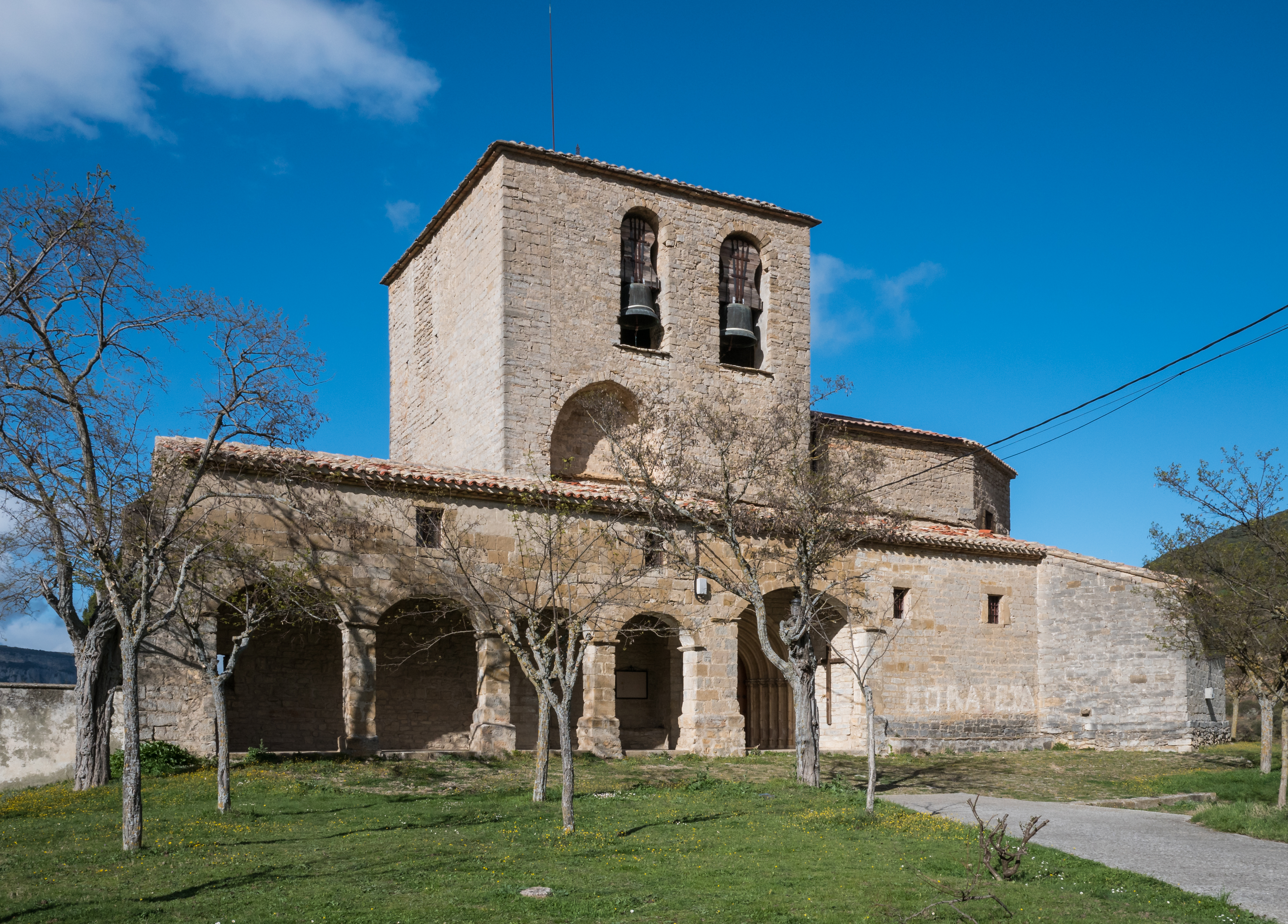
Parroquia de la Asunción de Belascoain. En su atrio un hijo de Sarasa fue fusilado por los liberales

En la primera guerra carlista, en torno a 1834, uno de sus hijos, con probabilidad Ramón, fue hecho prisionero en combate y fusilado en el atrio de la iglesia de Belascoain por las tropas gubernamentales del militar, y a la sazón virrey de Navarra, Vicente Genaro de Quesada.
Se tiene noticia de que en septiembre de 1835 Félix Sarasa ya había fallecido. Julián y Ramona, tras la muerte de su padre, litigaron con su madrastra, Sebastiana Nagore, usufructuaria de los bienes del difunto. Julián debió de ser una persona problemática, tal y como expuso su madrastra, quien aseguró que les había dado grandes disgustos. La realidad es que por aquellas fechas Julián estaba encarcelado por impago a su madrastra de 4970 reales de vellón. 
En una colección facticia de manuscritos de la Biblioteca de Navarra, se encuentra un escrito titulado “Mogiganga de Cholín”, que no parece que fuera escrita por Félix Sarasa, cuyo deficiente conocimiento del español ya ha quedado indicado.
Félix Sarasa, Cholín, desde 1987 es el personaje de los carnavales organizados por la ikastola Mendialdea Guraso Elkartea de Berriozar, localidad vecina de Berriosuso.